# Дървени църкви в района на Карпатите в Полша и Украйна
Дървени църкви в района на Карпатите в Полша и Украйна (на полски: Drewniane cerkwie regionu karpackiego w Polsce i na Ukrainie) – група ценни от историческа гледна точка и интересни с оглед на архитектурата си дървени църкви, включени в Списъка на световното културно и природно наследство на ЮНЕСКО на 21 юни 2013 г. В списъка са включени 16 обекта – 8 от Полша и 8 от Украйна. Църквите представят няколко архитектурни типа: хуцулски (две украински църкви), халицки (четири украински и две полски църкви), бойковски (две украински и една полска църква) и лемковски (пет полски църкви).
| Снимка | Име                     | Населено място | Войводство/Област       |
| ------ | ----------------------- | -------------- | ----------------------- |
|        | „Света Параскева“       | Радруж         | Подкарпатско войводство |
|        | „Рождество Богородично“ | Хотинец        | Подкарпатско войводство |
|        | „Свети Архангел Михаил“ | Смолник        | Подкарпатско войводство |
|        | „Свети Архангел Михаил“ | Тужанск        | Подкарпатско войводство |
|        | „Свети Яков“            | Поврожник      | Малополско войводство   |
|        | Божия Майка Закрилница  | Овчари         | Малополско войводство   |
|        | „Света Параскева“       | Квятон         | Mалополско войводство   |
|        | „Свети Архангел Михаил“ | Брунари        | Малополско войводство   |
|        | „Свети Дух“             | Потелич        | Лвовска област          |
|        | „Света Богородица“      | Маткив         | Лвовска област          |
|        | „Света Троица“          | Жолква         | Лвовска област          |
|        | „Свети Георги“          | Дрогобич       | Лвовска област          |
|        | „Свети Дух“             | Рогатин        | Ивано-Франкивска област |
|        | „Рождество Богородично“ | Нижни Вербиж   | Ивано-Франкивска област |
|        | „Възнесение Господне“   | Ясиня          | Закарпатска област      |
|        | „Свети Архангел Михаил“ | Ужок           | Закарпатска област      |